# Јов Угољски
Архимандрит Јов Угољски (рођ. Иван Георгијевич Кундрија; 18. мај 1902, село Иза код Хуста - 28. јул 1985) - архимандрит Руске православне цркве.
Православна црква га помиње 15. (28) јуна.

## Биографија
Рођен 18. маја 1902. у селу Иза код Хуста у Закарпатју у великој породици Георгија Кундрија и Ане Мадјар. У свом родном селу Иван је завршио осам разреда народне школе, а 1920. године завршио је економски курс.
Године 1924-1925 (Закарпатје је 1920. године постало територија Чехословачке), Иван Кундрија је служио у чехословачкој војсци у Михајловцима (Словачка).
По одслужењу војног рока, два пута је ишао пешке на Атос, али није био примљен у Пантелејмонов манастир, јер није имао одговарајућа документа.
У то време у селу је већ деловао Николајевски манастир. Ту је Иван завршио пастирске и богословске курсеве 1928. године.
Године 1930. Иван, његов старији брат јеромонах Пантелејмон, Василиј Орос и други, продавши своје парцеле у Изи, купили су земљиште у Городилову за манастир, посветивши га Светој Тројици. Из манастира Пантелејмона на Атосу на дар новоформираном манастиру послата је честица моштију Светог великомученика Димитрија Солунског.
Први настојатељ манастира постао је архимандрит Алексије (Кабаљук). Дана 22. децембра 1938. године замонашио је Ивана Кундрјуа са именом Јов.
Године 1939, након окупације Подкарпатске Русије од стране Мађарске, отац Јов одлучује да емигрира у Русију. Године 1940., по измишљеним оптужбама, совјетске власти су га ухапсиле и осудиле као шпијуна на 25 година у логорима.
Године 1942. затвор је замењен слањем на фронт. Као држављанин Чехословачке Републике, служио је у Чехословачкој добровољачкој бригади генерала Лудвика Свободе, у артиљерији. А после рата, отац Јов је неко време чувао чехословачку амбасаду у Москви.
Године 1945. отац Јов се вратио у родни манастир и рукоположен је у јерођакона 16. новембра 1945. године, а у чин јеромонаха 7. априла 1946. године.
На монашком сабрању братија је изабрала оца Јова за игумана. Године 1947. отац Јов је уздигнут у чин игумана.
Архиепископ Лвовски, Тернопољски и Мукачевско-Ужгородски Макарије (Оксијук) је 1950. године поверио старешини да буде исповедник не само за Городиловски манастир, већ и за Мукачевски манастир, који је недуго пре тога враћен православнима.
Под епископом Варлаамом (Борисевичем) у Мукачевско-ужгородској епархији је почео систематски напад на права манастира и манастире. Отац Јов се успротивио овој политици, чак је потписао колективну жалбу Његовој Светости Патријарху московском и све Русије Алексију I против епископа Варлаама са захтевом да га смени. После овог инцидента, епархијске власти су разрешиле игумана Јова и убрзо је скит затворен.
У периоду 1958-1959, отац Јов се подвизавао у Николајевском манастиру у селу Иза, затим у Преображенском манастиру у селу Теребља, Тјачевског округа, где је неко време био настојатељ. Али убрзо су и ови манастири затворени.
Почетком 1960-их био је ректор цркве у селу Угља, Тјачевски округ, затим у селу Монастирец, округ Хуст.
Од 1962. године до смрти 28. јула 1985. године био је настојатељ храма Светог Димитрија Солунског у селу Мала Уголка, Тјачевски округ.
28. јула 1985. године архимандрит Јов се упокојио у миру у Господу. Сахрана је обављена 31. јула. Опело упокојеног служио је архимандрит Јефрем (Молнар).

## Канонизација
Комисија за канонизацију светих је у марту 2008. године разматрала материјале о прослављању архимандрита Јова.
Када је његов гроб отворен, мирис смирне и тамјана проширио се по целом крају. Тело монаха је било сачувано. Одежда, мисница, икона са натписом и јеванђеље су добро очувани. Дрвени ковчег је само мало иструнуо.
Пронађене мошти пренете су у цркву Светог Димитрија Солунског у селу Мала Уголка.
Дана 8. маја 2008. године, у Успенској Кијево-Печерској лаври, под председавањем Митрополита кијевског и целе Украјине Владимира (Сабодана), одржан је редовни састанак Светог Синода Украјинске Православне Цркве Московске Патријаршије. С
Успомена на светог Јова Уголског празнује се 15/28 јуна.